# Purpendicular
Albums de Deep Purple
The Battle Rages On
(1993) Live at the Olympia '96
(1997)
Singles
1. Sometimes I Feel Like Screaming
Sortie : 1996

Purpendicular est le quinzième album studio du groupe de hard rock britannique Deep Purple, sorti en 1996. Il marque l'arrivée du guitariste Steve Morse, qui remplace Ritchie Blackmore. Celui-ci, de son côté, vient de reformer Rainbow et de sortir l'album Stranger in Us All.

## Historique
Cet album est enregistré dans les studios Greg Rike Productions à Orlando en Floride. Les musiciens retrouvent la joie de jouer ensemble et de tenter de nouvelles choses depuis le départ de Blackmore. Jon Lord avoue que l'arrivée de Steve Morse les a libérés et Ian Gillan est enthousiaste que la majorité des nouveaux titres rendent bien sur scène et se mélangent parfaitement avec les vieilles chansons que le groupe composa dans les années soixante-dix.
Cet album est, à l'époque de sa sortie, le plus aventureux et expérimental du groupe. Celui où le groupe prend le plus de risques, apportant de nouvelles sonorités à sa musique et flirtant avec le rock progressif. Morse utilisant notamment le pinch harmonic sur Vavoom: Ted the Mechanic ou Somebody Stole my Guitar. Le chant de Gillan gagne aussi en diversité, étant parfois plus mélodique et apaisé, par exemple sur Sometimes I Feel Like Screaming ou The Aviator.
Malheureusement, l'album n'est pas bien récompensé par les ventes, ne se classant pas dans les charts américains et n'atteignant que la 58e place des charts britanniques.

## Titres
Toutes les chansons sont créditées aux cinq membres du groupe : Ian Gillan, Roger Glover, Jon Lord, Steve Morse et Ian Paice.
1. Vavoom: Ted the Mechanic - 4:16
2. Loosen My Strings - 5:57
3. Soon Forgotten - 4:47
4. Sometimes I Feel Like Screaming - 7:29
5. Cascades: I'm Not Your Lover - 4:43
6. The Aviator - 5:20
7. Rosa's Cantina - 5:10
8. A Castle Full of Rascals - 5:11
9. A Touch Away - 4:36
10. Hey Cisco - 5:53
11. Somebody Stole My Guitar - 4:09
12. The Purpendicular Waltz - 4:45

### Titre bonus (édition japonaise)
1. Don't Hold Your Breath - 4:39

## Musiciens
- Ian Gillan : chant, harmonica
- Steve Morse : guitare
- Roger Glover : basse
- Jon Lord : orgue, claviers
- Ian Paice : batterie

## Charts
| Pays         | Durée du classement | Meilleur classement |
| ------------ | ------------------- | ------------------- |
| Allemagne    | 15 semaines         | 20e                 |
| Autriche     | 11 semaines         | 16e                 |
| Belgique (W) | 1 semaine           | 47 e                |
| Finlande     | 10 semaines         | 9e                  |
| Norvège      | 2 semaines          | 30e                 |
| Pays-Bas     | 6 semaines          | 87e                 |
| Royaume-Uni  | 1 semaine           | 58e                 |
| Suède        | 5 semaines          | 3e                  |
| Suisse       | 8 semaines          | 17e                 |